# Poa reflexa
Poa reflexa är en gräsart som beskrevs av George Vasey och Frank Lamson Scribner. Poa reflexa ingår i släktet gröen, och familjen gräs. Inga underarter finns listade i Catalogue of Life.

## Bildgalleri

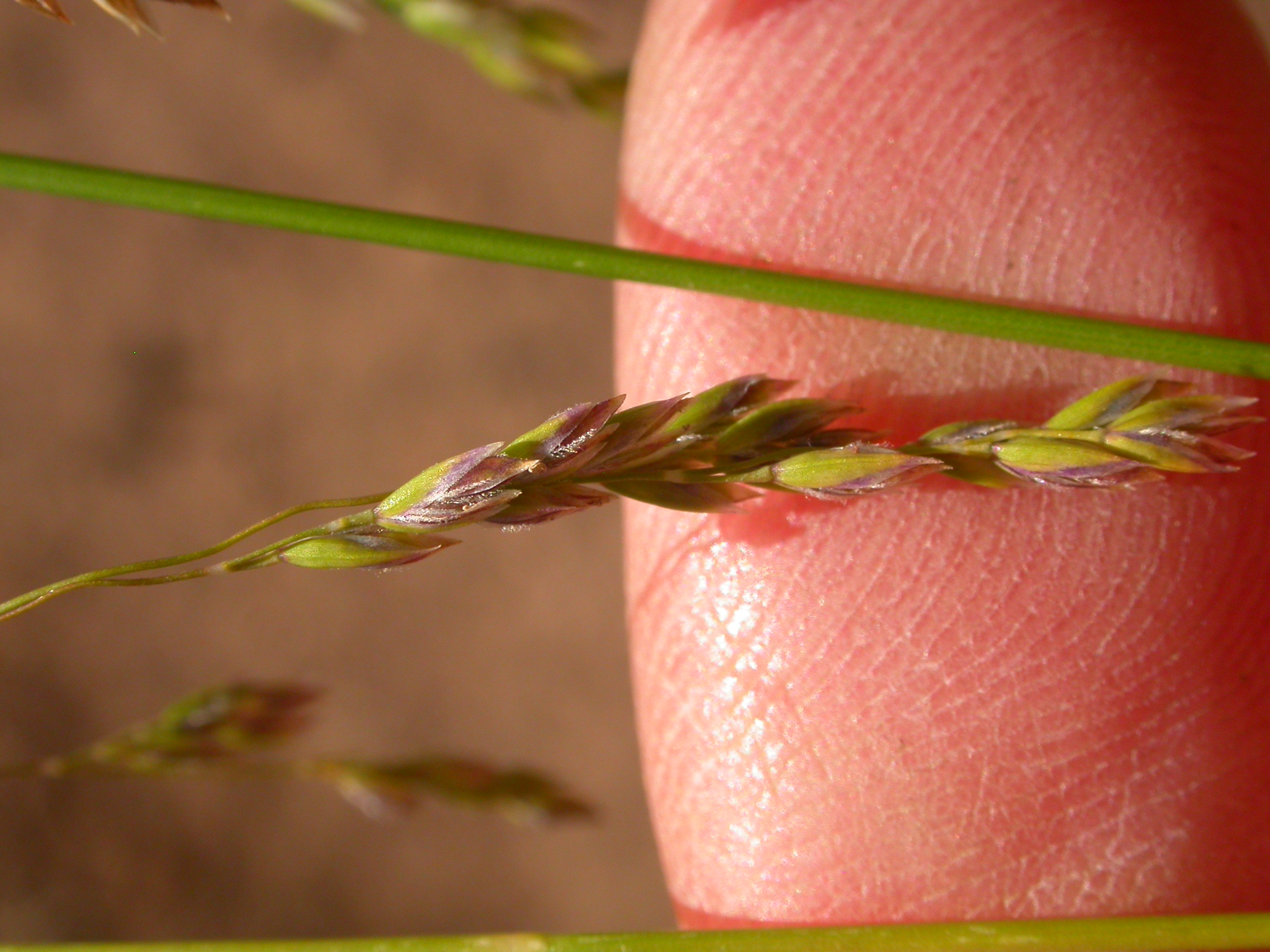
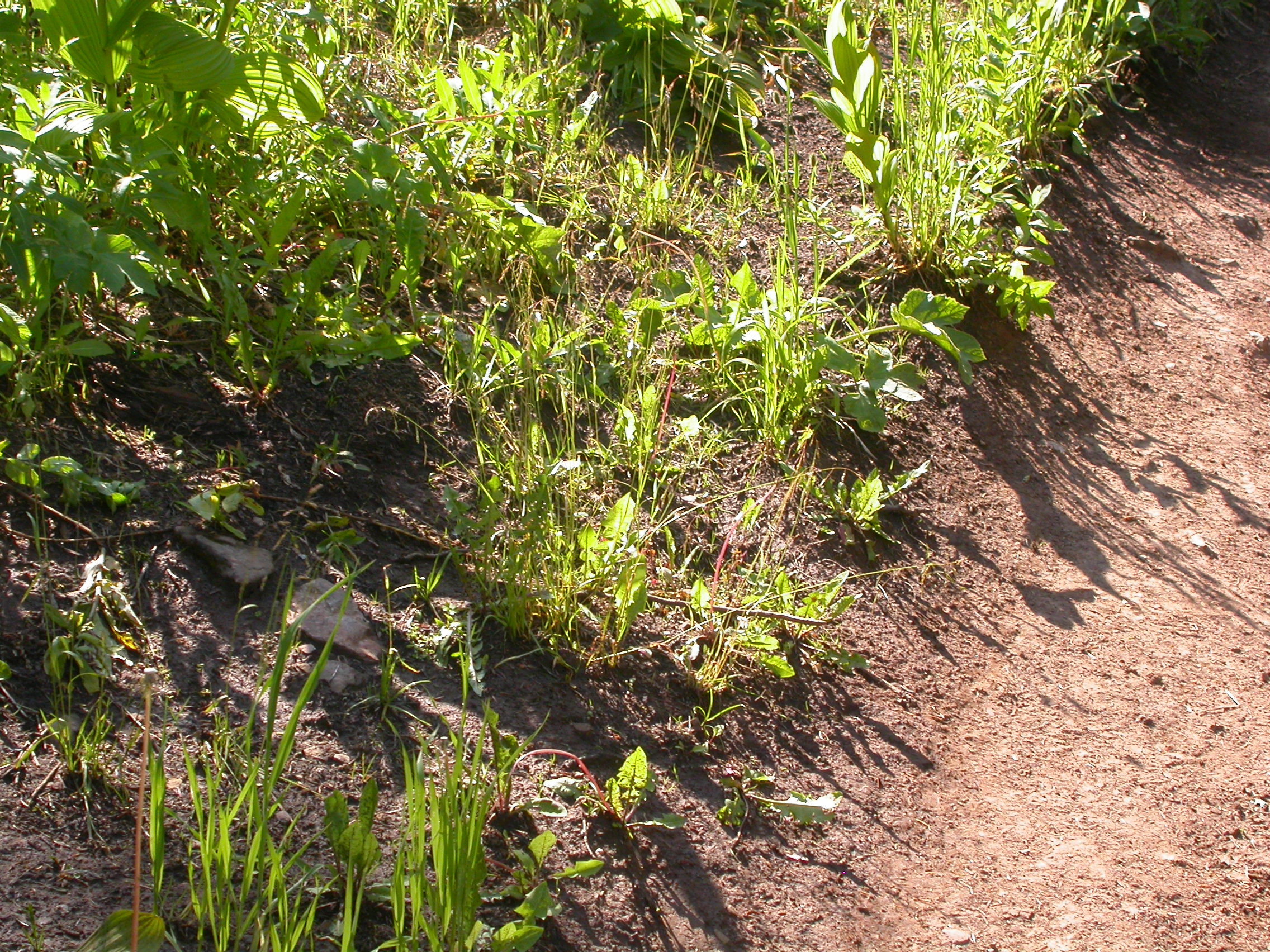
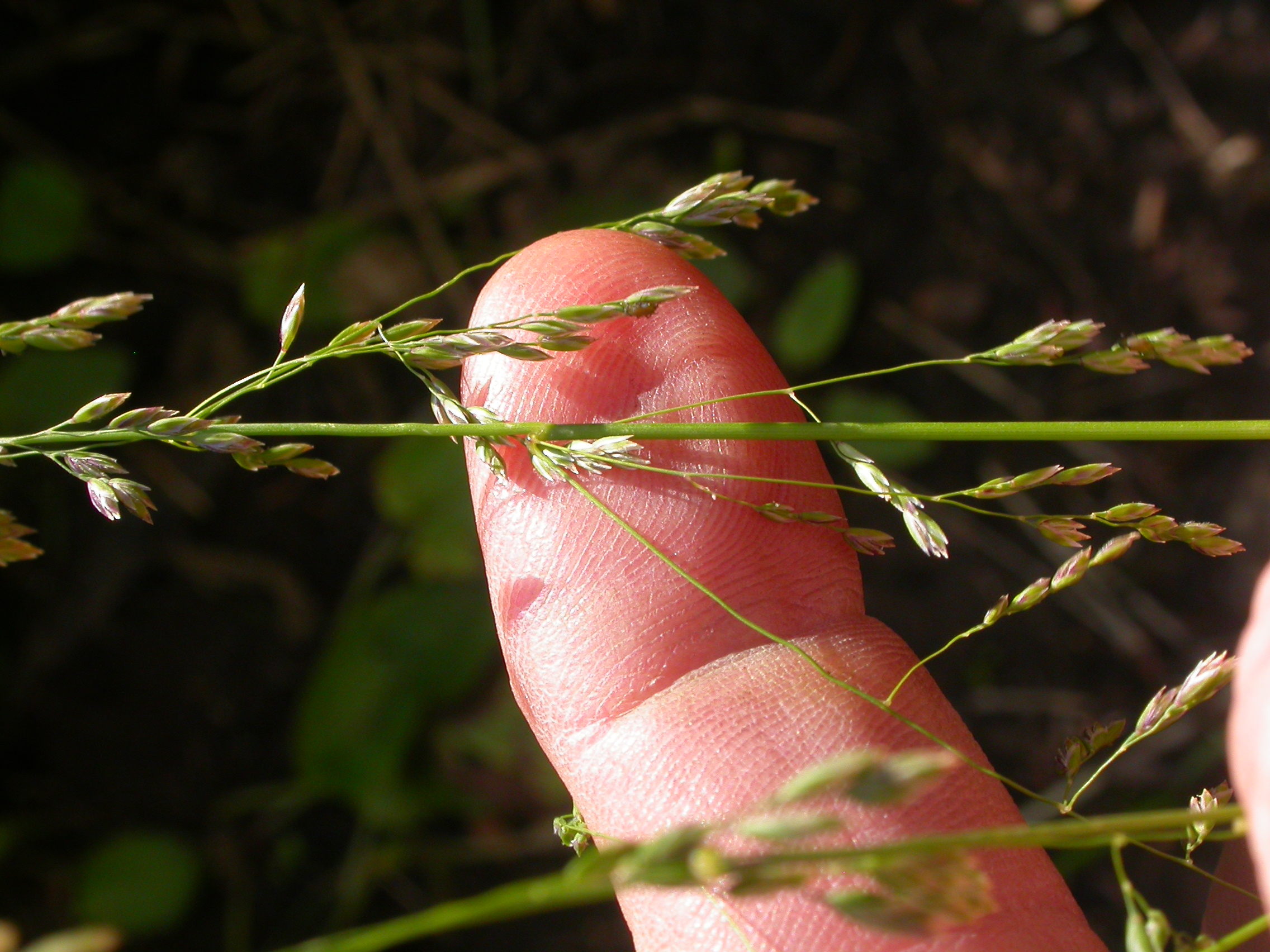
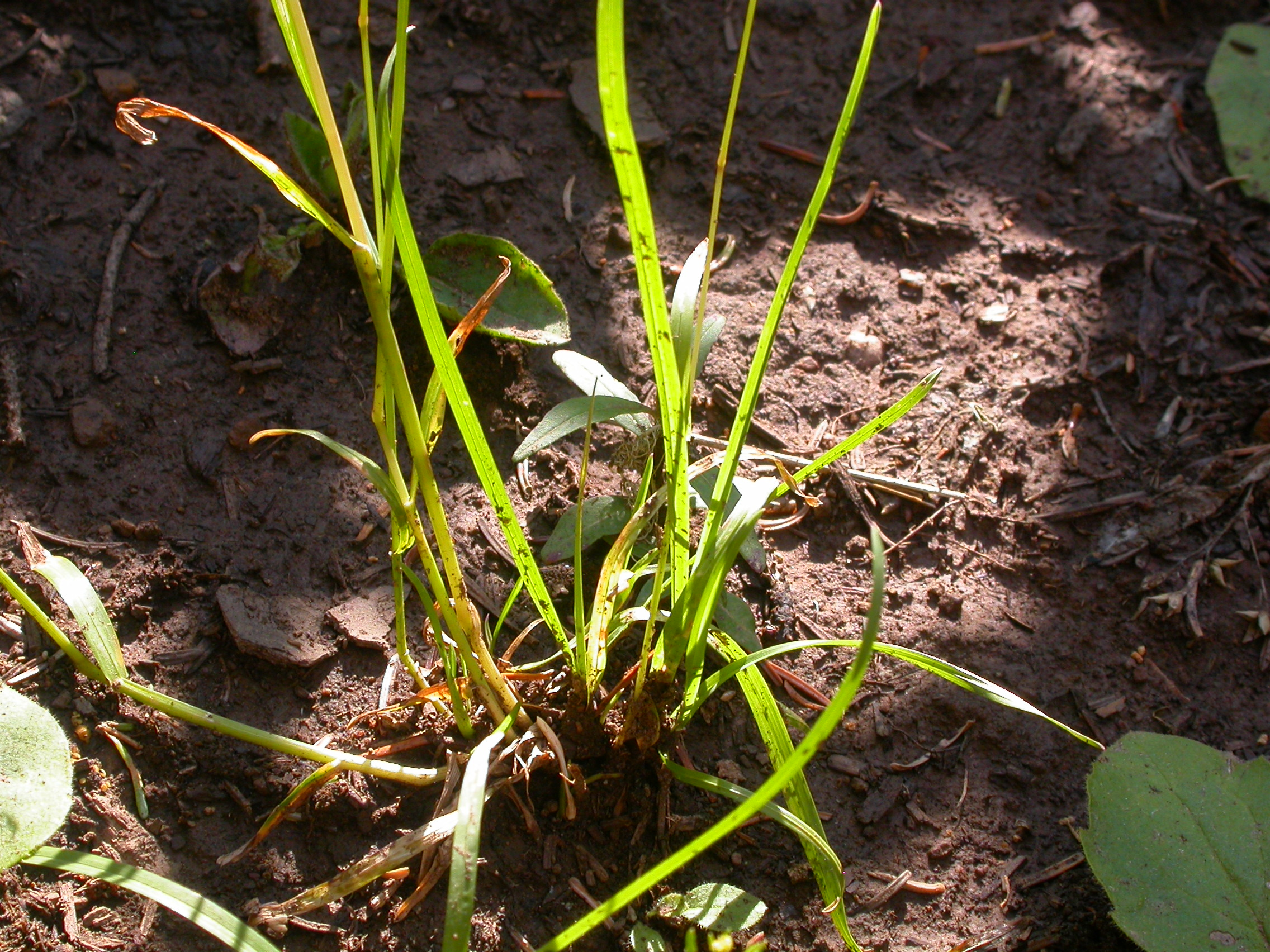